# Ортенау (район)
Район Ортенау (нім. Ortenaukreis) — район землі Баден-Вюртемберг, Німеччина. Район підпорядкований урядовому округу Фрайбург. Центром району є місто Оффенбург. Населення становить 432 580 ос. (станом на 31 грудня 2020), площа  — 1.850,74 км². 

## Демографія
Густота населення в районі становить 226 чол./км².
| Рік             | Населення |
| --------------- | --------- |
| 31. грудня 1973 | 356.855   |
| 31. грудня 1975 | 355.613   |
| 31. грудня 1980 | 355.385   |
| 31. грудня 1985 | 353.536   |
| 27. травня 1987 | 354.655   |

| Рік             | Населення |
| --------------- | --------- |
| 31. грудня 1990 | 371.725   |
| 31. грудня 1995 | 395.070   |
| 31. грудня 2000 | 408.126   |
| 31. грудня 2005 | 416.410   |
| 31. грудня 2010 | 417.513   |

## Міста і громади
Район поділений на 5 головних районних міст, 11 міст, 35 громад.